# Monte Camarões
O Monte Camarões, ou Monte Camaroun, localmente conhecido por Monte Fako, é um estratovulcão ativo, cuja última erupção foi em 1999-2000, que atinge presentemente uma altitude de 4095 m. Situa-se na zona costeira dos Camarões, cerca de 230 km a oeste da cidade capital de Yaoundé, na costa ocidental da África.
O Monte Camarões integra-se numa zona de atividade vulcânica, associada a um hot spot (um "ponto quente"), conhecida pela Linha vulcânica dos Camarões, que se estende desde as ilhas de São Tomé e Príncipe até às montanhas do Tibesti, no Chade. Esta linha inclui o lago Nyos, onde uma súbita libertação de gases provocou em 1986 a morte a pelo menos 1800 pessoas nas aldeias vizinhas.
Nos flancos do vulcão e nas áreas circundantes existem mais de 100 cones parasitas, alguns de grandes dimensões, alinhando-se ao longo de linhas de fractura. O edifício total do Monte Camarões tem um volume estimado de 1400 quilómetros cúbicos, fazendo dele um dos grandes vulcões da Terra.
Uma segunda zona de erupção, mais antiga e agora inativa, denominada Monte Etindi (ou Pequeno Camarões), localiza-se no flanco sul, próximo à costa. O Monte Etindi atinge os 1715 m de altitude.
O vulcão tem produzido essencialmente materiais basálticos e traquibasálticos, formando um horst vulcânico sobre as rochas metamórficas do Pré-Câmbrico, recobertas por sedimentos datando do Cretáceo ao Quaternário, preexistentes na região.
O Monte Camarões é o vulcão mais ativo do oeste africano, tendo numerosas erupções registadas (1650, 1807, 1825, 1838, 1852, 1865, 1866, 1871, 1909, 1922, 1925, 1954, 1959, 1982, 1999 e 2000), a mais antiga das quais ocorreu no século V a.C. e foi observada pela expedição cartaginesa capitaneada por Hanno.
Na antiguidade clássica o Monte, com o seu cume fumegante, de que só havia notícia incerta, era conhecido pelo "Carro dos Deuses", uma alusão ao carro que transportava o Sol no seu movimento diurno.
Nos tempos mais recentes têm ocorrido erupções de explosividade moderada e erupções com simples efusão a partir da cumeeira do vulcão e de cones parasitas no seu flanco. Em 1922 uma erupção no flanco sudoeste produziu uma corrente de lava que atingiu o mar. Uma escoada da erupção de 1999, originária do flanco sul, imobilizou-se a 200 m da costa.
As encostas do Monte Camarões estão recobertas por densas florestas, evoluindo na sua zona alta para savana e pastagens do tipo alpino. A encosta sudoeste recebe, devido ao efeito orográfico sobre a precipitação, cerca de 10000 mm, fazendo da região uma das mais pluviosas do planeta. Apesar da proximidade do Equador, com frequência o cume recobre-se de neve.
As últimas erupções do Monte Camarões ocorreram a 28 de março de 1999, 28 de maio de 2000 e 3 de fevereiro de 2012.